# La Reine du balai
La Reine du balai (France) ou Pierre qui glisse n'amasse pas l'or (Québec) (Boy Meets Curl) est le 12e épisode de la saison 21 de la série télévisée Les Simpson.

## Synopsis
À quelques heures d’une soirée romantique avec Marge, Homer est retenu à la centrale pour réparer une fuite. Lorsqu’il rentre enfin chez lui, il propose à sa femme de l’emmener au cinéma et de profiter du reste de leur soirée ensemble. Mais le septième art les déçoit et ils quittent la salle. Sur le chemin du retour, frustrés et insatisfaits, les deux adultes s’arrêtent à la patinoire, mais leur malchance fait que la salle est fermée en raison d’un entraînement de curling. Cependant, trouvant ce sport intéressant, ils s’y essayent et c’est en voyant leur talent que Seymour et Agnès proposent au couple de rejoindre leur équipe. Le lendemain, Skinner vient leur annoncer qu’ils participeront aux épreuves olympiques d’hiver à Vancouver. Les Simpson vont devoir s'entraîner durement pour remporter la compétition.
Durant les jeux, Lisa se découvre une irrésistible envie de collectionner les pins olympiques, mais cette addiction tournera plus vite en folie qu’en passion.